# Hanisjärvi
Hanisjärvi är en sjö i Finland. Den ligger i kommunen Jämsä i landskapet Mellersta Finland, i den södra delen av landet, 180 km norr om huvudstaden Helsingfors. Hanisjärvi ligger 88,6 meter över havet. I omgivningarna runt Hanisjärvi växer i huvudsak blandskog. Arean är 6,9 hektar och strandlinjen är 1,29 kilometer lång. Sjön  ingår i Kymmene älvs huvudavrinningsområde. 
I övrigt finns följande vid Hanisjärvi:
- Alhojärvi (en sjö)
- Iso nurmijärvi (en sjö)